# Amir Khamza Khasti Podshohs mausoleum
Amir Khamza Khasti Podshohs mausoleum ligger i provinsen Sughd i norra Tadzjikistan.  

## Beskrivning
Mausoleet är ett unikt vittne till den islamiska arkitekturen i Centralasien. Den medeltida byggnaden, byggd i lertegel, har genomarbetade snidade tak med inskriptioner från Koranen..

## Världsarvsstatus
Den 9 november 1999 sattes mausoleet upp på Tadzjikistans tentativa världsarvslista.